# Novo Selo na Dravi
Novo Selo na Dravi – wieś w Chorwacji, w żupanii medzimurskiej, w mieście Čakovec. W 2011 roku liczyła 634 mieszkańców.